# Delta del Rin-Mosa-Escalda
El delta del Rin–Mosa–Escalda o Helinium es un delta fluvial en los Países Bajos formado por la confluencia de los ríos Rin, Mosa y Escalda en su desembocadura en el mar del Norte. El resultado es una multitud de islas, ramales y nombres de ramales que a primera vista puede resultar desconcertante, especialmente cuando aquello que parece ser una corriente continua puede cambiar de nombre hasta siete veces (por ejemplo en la secuencia Rin,  canal Bijlands, canal Pannerdens, Nederrijn, Lek, Nieuwe Maas, Het Scheur, Nieuwe Waterweg, mar del Norte). Como el Rin es el río que contribuye con la mayor parte del agua, suele ser nombrado comúnmente como delta del Rin. Sin embargo este nombre es también utilizado para denominar al delta en el que el Rin desemboca en el lago Constanza, por lo que resulta más claro y correcto denominar a este delta mayor como delta del Rin-Mosa, o incluso delta del Rin-Mosa-Escalda, ya que el río Escalda también finaliza en este mismo delta.
La importancia económica delta del Rin-Mosa-Escalda es enorme, ya que los tres ríos son importantes vías fluviales navegables. El delta constituye la entrada fluvial desde el mar del Norte al vasto  hinterland europeo y alemán (y en menor extensión a Francia). En este delta se encuentran los importantes puertos de Róterdam, Amberes (Bélgica), Flesinga, Ámsterdam (a través del canal Ámsterdam–Rin), y Gante (a través del canal Gante–Terneuzen). Las tierras del delta están protegidas de las inundaciones gracias al Plan Delta holandés.

## Geografía

Cambios en el estuario del Mosa en 1904: curso viejo en azul claro, curso actual en azul oscuro

## Historia

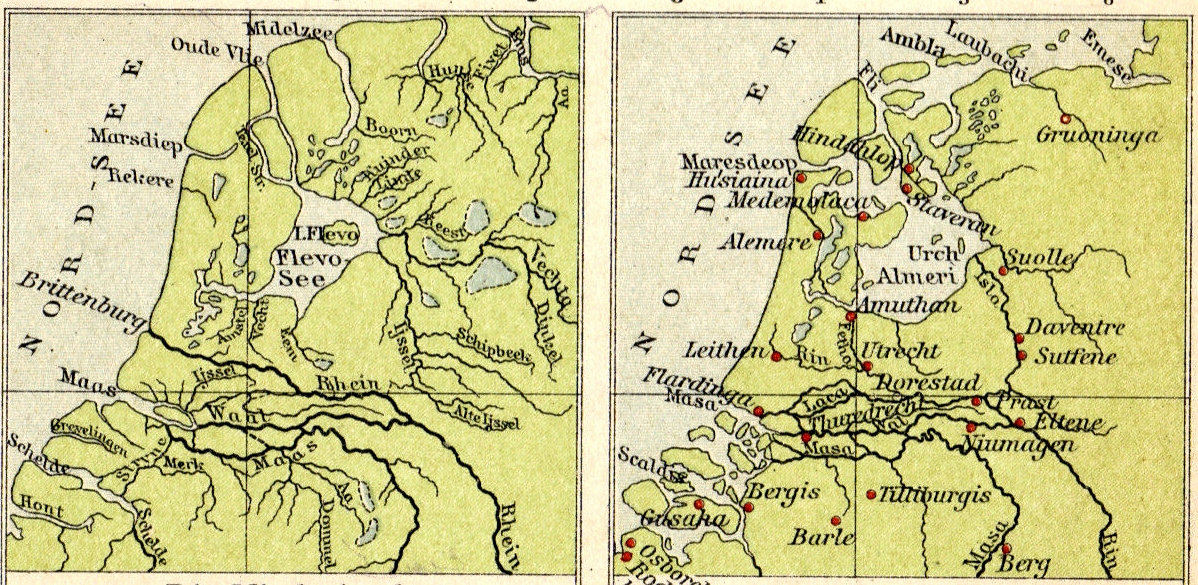
Evolución histórica del área del delta del Rin-Mosa-Escalda desde la época romana hasta la Edad Media

Ya en el tiempo de Julio César, la "Isla del Batavi" era conocida por los romanos. Su punto más oriental era la bifurcación del Rin en el Viejo Rin (Oude Rijn) y el Waal, los cuales eran los dos ramales principales del Rin en estos tiempos. El Mosa se fusionó con el Waal durante la época romana.
- Datos: Q923381
- Multimedia: Rijn-Maas-Scheldedelta / Q923381